# Region Uppsala
Region Uppsala är en region för Uppsala län med ansvar främst för länets hälso- och sjukvård. Regionen ansvarar även för kollektivtrafiken i Uppsala län, för regional utveckling och kulturell verksamhet.

## Sjukhus
Bland annat driver regionen Akademiska sjukhuset i Uppsala och Lasarettet i Enköping. Akademiska sjukhuset är ett av två universitetssjukhus i Sjukvårdsregion Mellansverige, med många patienter även utanför Uppsala län. Enligt regionens hemsida ska deras service präglas av "kvalitet, effektivitet och omtanke".

## Kollektivtrafik
Enheten Trafik och samhälle inom Region Uppsala är regional kollektivtrafikmyndighet. Den har ansvar för, upphandlar och utvecklar kollektivtrafiken i Uppsala län. Kollektivtrafiken bedrivs under varumärket UL. Regionen äger även produktionsbolaget Gamla Uppsala Buss.

## Utbildning och kultur
Regionen driver Wiks folkhögskola och Upplandsmuseet samt länsmusikstiftelsen Musik i Uppland.

## Organisation
Region Uppsala är en politiskt styrd organisation med regionfullmäktige som högsta beslutande organ. Regionstyrelsen har det verkställande politiska ansvaret och bereder ärenden som behandlas i regionfullmäktige. 

## Historia
Organisationen hette Landstinget i Uppsala län fram till 31 december 2016. Den nuvarande organisationen bildades 1 januari 2017 genom en sammanslagning av landstinget och Regionförbundet i Uppsala län. Huvudkontoret är Regionens Hus på Storgatan i centrala Uppsala.
Regionledningen presenterade 5 maj 2015 planerna på att omvandla landstinget till region, vilket skulle innebära en sammanslagning av landstinget och Regionförbundet Uppsala län. Planerna hade stort stöd bland berörda parter och röstades igenom så att den nya regionen kunde bildas 1 januari 2017.

## Politik
Region Uppsala styrdes under mandatperioden 2022-2026 till en början av en koalition bestående av Moderaterna, Kristdemokraterna, Centerpartiet och Liberalerna. Ordförande i regionstyrelsen var moderaten Emilie Orring.
Från 14 februari 2024 styrs Region Uppsala av en majoritetskoalition bestående av Socialdemokraterna, Vänsterpartiet, Centerpartiet och Miljöpartiet  regionstyrelsens ordförande är socialdemokraten Helena Proos.

### Styrande koalitioner
| År        | Partier | Partier | Partier | Partier | Partier | Partier |
| --------- | ------- | ------- | ------- | ------- | ------- | ------- |
| 1994–2006 | S       | V       |         |         |         |         |
| 2006–2014 | M       | L       | C       | KD      |         |         |
| 2014–2016 | S       | V       | MP      |         |         |         |
| 2016–2018 | S       | MP      |         |         |         |         |
| 2018–2022 | M       | C       | KD      | L       | MP      |         |
| 2022–2024 | M       | KD      | C       | L       |         |         |
| 2024–?    | S       | V       | C       | MP      |         |         |

### Regionfullmäktige
| Presidium 2022–2026    | Presidium 2022–2026 | Presidium 2022–2026        |
| ---------------------- | ------------------- | -------------------------- |
| Ordförande             | M                   | Erik Weiman                |
| Förste vice ordförande | L                   | Karolina Hilding           |
| Andre vice ordförande  | S                   | Fredrik Lidmark Anderstedt |

### Regionstyrelsen
| Presidium 2022–2026    | Presidium 2022–2026 | Presidium 2022–2026 |
| ---------------------- | ------------------- | ------------------- |
| Ordförande             | S                   | Helena Proos        |
| Förste vice ordförande | C                   | Unn Harsem          |
| Andre vice ordförande  | M                   | Emilie Orring       |

### Nämnder och styrelser
| Ordförande | Ordförande            | Nämnd                                  | Vice ordförande | Vice ordförande     | Andre vice ordförande | Andre vice ordförande          |
| ---------- | --------------------- | -------------------------------------- | --------------- | ------------------- | --------------------- | ------------------------------ |
| KD         | Cecilia Hamenius      | Fastighets- och servicenämnden         | M               | Bengt-Ivar Fransson | V                     | Ann-Kristin Hilli              |
| C          | Helene Zeland Bodin   | Kulturnämnden                          | KD              | Solange Lahtinen    | V                     | Charlotta Bjärkebring Carlsson |
| L          | Janine Bichara        | Patientnämnden                         | KD              | Nettan Kihl         | S                     | Annika Öberg                   |
| C          | Unn Harsem            | Regionala utvecklingsnämnden           | M               | Klas Bergström      | MP                    | Hans Wennberg                  |
| L          | Malin Sjöberg Högrell | Sjukhusstyrelsen                       | M               | My Borg Åmansson    | S                     | Vivianne Macdisi               |
| M          | Cecilia Linder        | Trafik- och samhällsutvecklingsnämnden | KD              | Frida Björk         | S                     | Joel Gohari Moghadam           |
| KD         | Björn-Owe Björk       | Vårdstyrelsen                          | C               | Annika Krispinsson  | V                     | Neil Ormerod                   |

### Regionråd
| Regionråd  | Regionråd | Regionråd             |
| ---------- | --------- | --------------------- |
| Majoritet  | S         | Helena Proos          |
| Majoritet  | S         | Vivianne Macdisi      |
| Majoritet  | V         | Neil Ormerod          |
| Majoritet  | V         | Salima Korshed        |
| Majoritet  | MP        | Hans Wennberg         |
| Majoritet  | MP        | Jenny Lundström       |
| Majoritet  | C         | Unn Harsem            |
| Majoritet  | C         | Helene Zeland Bodin   |
| Opposition | M         | Emilie Orring         |
| Opposition | M         | Cecilia Linder        |
| Opposition | KD        | Björn-Owe Björk       |
| Opposition | L         | Malin Sjöberg-Högrell |
| Opposition | SD        | Christer Olsson       |
| Opposition | SD        | Jonathan Othén        |

### Mandatfördelning i valen 1916–1966
| 4 | 10 | 20 |

| 34 |

|  | 6 |  | 8 | 18 |

| 34 |

|  | 11 | 5 | 6 | 8 |

| 31 |

| 12 |  | 4 | 5 | 9 |

| 31 |

| 13 | 5 | 4 |  | 8 |

| 31 |

| 14 | 7 | 3 |  | 7 |

| 32 |

| 14 |  | 6 | 4 | 7 |

| 31 |

| 18 | 5 | 4 | 6 |

| 29 |

| 16 | 6 | 5 | 5 |

| 30 |

|  | 16 | 7 | 6 | 3 |

| 29 |

| 17 | 6 | 8 | 2 |

| 31 |

| 21 | 5 | 7 | 5 |

| 35 |

| 20 | 7 | 6 | 6 |

| 37 |

| 22 | 6 | 7 | 5 |

| 37 |

|  | 19 | 7 | 8 | 6 |

### Mandatfördelning i valen 1970–2022
|  | 23 | 11 | 7 | 5 |

| 42 |

| 2 | 22 | 13 | 6 | 6 |

| 43 |

| 3 | 22 | 11 | 6 | 7 |

| 37 | 12 |

| 4 | 22 | 10 | 6 | 9 |

| 33 | 18 |

| 3 | 25 | 9 | 3 | 11 |

| 30 | 21 |

| 3 | 23 | 7 | 8 | 10 |

| 27 | 24 |

| 4 | 26 | 3 | 8 | 9 | 11 |

| 33 | 28 |

| 4 | 26 | 3 | 8 | 9 | 4 | 17 |

| 36 | 35 |

| 4 | 32 | 4 | 7 | 7 |  | 15 |

| 35 | 36 |

| 7 | 25 | 4 | 5 | 6 | 7 | 17 |

| 34 | 37 |

| 7 | 27 | 3 | 6 | 11 | 5 | 12 |

| 38 | 33 |

| 5 | 23 | 4 | 8 | 8 | 5 | 18 |

| 41 | 30 |

| 4 | 22 | 6 | 3 | 6 | 6 | 4 | 20 |

| 40 | 31 |

| 6 | 24 | 7 | 6 | 5 | 5 | 4 | 14 |

| 32 | 39 |

| 7 | 20 | 4 | 9 | 7 | 5 | 6 | 13 |

| 37 | 34 |

| 12 | 31 | 5 | 14 | 7 | 5 | 9 | 18 |